# Emil Hollack
Emil Hollack (* 17. August 1860 in Grünwalde; † 20. Mai 1924 in Königsberg i. Pr.) war ein deutscher Lehrer und Amateur-Vorgeschichtler.

## Leben und Werk
Hollacks Eltern waren der Lehrer Friedrich Hollack und seine Frau Johanne Luise geb. Saigge.
Von 1877 bis 1880 besuchte Hollack das Lehrerseminar in Waldau. Danach war er Lehrer in Mühlhausen (1880–1882), Labiau (1883–1886) und Königsberg (1886/87). Er bestand 1893 die Mittelschullehrerprüfung und 1894 die Rektorprüfung. Ab Oktober 1902 war er Lehrer an der staatlichen Baugewerkschule. 1924 trat er in den Ruhestand.
Bei seinem Interesse an Ur- und Frühgeschichte fand er früh zur Altertumsgesellschaft Prussia. Er arbeitete dort unter Adalbert Bezzenberger und leitete später Ausgrabungen. Das Ergebnis seiner Arbeiten war die 1908 herausgegebene vorgeschichtliche Übersichtskarte Ostpreußens mit einem Erläuterungsband. Mit dem Königsberger Stadtschulrat Friedrich Tromnau gab er 1899 Die Geschichte des Schulwesens der Stadt Königsberg heraus.
Hollack war verheiratet mit Pauline geb. Passarge, die ihm einen Sohn und drei Töchter schenkte.

## Schriften
- Bericht des Herrn Lehrer Hollack über seine Untersuchungen und Ausgrabungen auf der Kurischen Nehrung im Juli 1891 Sitzungsberichte der Altertumsgesellschaft Prussia 19 (1895), S. 146–161, 241–246.
- mit Friedrich Tromnau: Geschichte des Schulwesens der Königlichen Haupt- und Residenzstadt Königsberg i. Pr. mit besonderer Berücksichtigung der niedern Schulen. Königsberg 1899. (Digitalisat)
- Bericht über seine im Herbst 1896 und Frühjahr 1898 angestellten Untersuchungen stein- und metallzeitlicher Plätze auf der Kurische Nehrung. Sitzungsberichte der Altertumsgesellschaft Prussia 21 (1900), S. 307–311.
- mit Felix Ernst Peiser: Das Gräberfeld von Moythienen. Königsberg 1904.
- Vorgeschichtliche Übersichtskarte von Ostpreußen. Im Auftrage des ostpreussischen Provinzial-Verbandes entworfen und gezeichnet von Emil Hollack. Flemming, Berlin und Glogau 1908 (Digitalisat).
- Erläuterungen zur vorgeschichtlichen Übersichtskarte von Ostpreußen. Im Auftrage des ostpreußischen Provinzial-Verbandes bearbeitet und herausgegeben von Emil Hollack. Flemming, Berlin und Glogau 1908 (Digitalisat).
- Die Grabformen ostpreußischer Gräberfelder. Zeitschrift für Ethnologie 40 (1908), S. 145–193.
- Zur Vorgeschichte der Juden in Ost- und Westpreußen. Zeitschrift für Demographie und Statistik der Juden 6 (1910), S. 9–13, 17–24.
- Nachrichten über die Grafen zu Eulenburg als Fortsetzung und Ergänzung des Urkundenbuches. Königsberg 1911–1917.
- Haben die Polen und Litauer ein historisches Recht auf Altpreußen? Königsberg 1919.